# Torneo Internacional de Fútbol Femenino de 1988
El Torneo Invitacional Femenino de la FIFA de 1988, o Torneo Internacional de Fútbol Femenino, fue organizado por la FIFA en China del 1° al 12 de junio de 1988. La competencia fue una prueba para estudiar si una Copa Mundial Femenina era factible luego de la experiencia de competiciones internacionales no organizadas por la FIFA como el Mundialito (1984–1988) y el Torneo Mundial Invitacional Femenino (1978–1987). La competición fue un éxito y el 30 de junio, la FIFA aprobó el establecimiento de una Copa Mundial Femenina oficial, cuya primera edición se realizó en China en 1991.
12 selecciones participaron en la competencia: 4 de la UEFA, 3 de la AFC, 2 de la CONCACAF y una de cada una de las demás confederaciones (CONMEBOL, CAF y OFC). El campeón europeo Noruega derrotó a Suecia 1-0 en la final para ganar el torneo, mientras que Brasil ganó el bronce al derrotar a los anfitriones en una definición por penalties.

## Ciudades sede
El torneo tuvo lugar en 4 ciudades de la provincia de Guandong: Guangzhou (Cantón), Foshan, Jiangmen y Panyu.

## Equipos participantes
Los siguientes equipos participaron en el torneo, todos ellos invitados por la FIFA:
| Australia | Checoslovaquia  | Estados Unidos | Países Bajos |
| Brasil    | China           | Japón          | Suecia       |
| Canadá    | Costa de Marfil | Noruega        | Tailandia    |

## Desarrollo

### Primera ronda

#### Grupo A
| Equipo          | Pts | PJ | PG | PE | PP | GF | GC | Dif |
| --------------- | --- | -- | -- | -- | -- | -- | -- | --- |
| China           | 6   | 3  | 3  | 0  | 0  | 11 | 1  | +10 |
| Canadá          | 3   | 3  | 1  | 1  | 1  | 7  | 3  | +4  |
| Países Bajos    | 3   | 3  | 1  | 1  | 1  | 4  | 2  | +2  |
| Costa de Marfil | 0   | 3  | 0  | 0  | 3  | 1  | 17 | -16 |

| 1° de junio de 1988 | China | 2:0 | Canadá | Estadio Tianhe, Cantón |  |

| 1° de junio de 1988 | Países Bajos | 3:0 | Costa de Marfil | New Plaza Stadium, Foshan |  |

| 3 de junio de 1988 | China | 1:0 | Países Bajos | Estadio Tianhe, Cantón |  |

| 3 de junio de 1988 | Canadá | 6:0 | Costa de Marfil | New Plaza Stadium, Foshan |  |

| 5 de junio de 1988 | Canadá | 1:1 | Países Bajos | New Plaza Stadium, Foshan |  |

| 5 de junio de 1988 | China | 8:1 | Costa de Marfil | Estadio Tianhe, Cantón |  |

#### Grupo B
| Equipo    | Pts | PJ | PG | PE | PP | GF | GC | Dif |
| --------- | --- | -- | -- | -- | -- | -- | -- | --- |
| Brasil    | 4   | 3  | 2  | 0  | 1  | 11 | 2  | +9  |
| Noruega   | 4   | 3  | 2  | 0  | 1  | 8  | 2  | +6  |
| Australia | 4   | 3  | 2  | 0  | 1  | 4  | 3  | +1  |
| Tailandia | 0   | 3  | 0  | 0  | 3  | 0  | 16 | -16 |

| 1° de junio de 1988 | Noruega | 4:0 | Tailandia | Jiangmen Stadium, Jiangmen |  |

| 1° de junio de 1988 | Australia | 1:0     | Brasil | Jiangmen Stadium, Jiangmen |  |
|                     |           | Reporte |        |                            |  |

| 3 de junio de 1988 | Brasil | 2:1     | Noruega | Jiangmen Stadium, Jiangmen |  |
|                    |        | Reporte |         |                            |  |

| 3 de junio de 1988 | Australia | 3:0 | Tailandia | Jiangmen Stadium, Jiangmen |  |

| 5 de junio de 1988 | Noruega | 3:0 | Australia | Jiangmen Stadium, Jiangmen |  |

| 5 de junio de 1988 | Brasil | 9:0     | Tailandia | Jiangmen Stadium, Jiangmen |  |
|                    |        | Reporte |           |                            |  |

#### Grupo C
| Equipo         | Pts | PJ | PG | PE | PP | GF | GC | Dif |
| -------------- | --- | -- | -- | -- | -- | -- | -- | --- |
| Suecia         | 5   | 3  | 2  | 1  | 0  | 5  | 1  | +4  |
| Estados Unidos | 4   | 3  | 1  | 2  | 0  | 6  | 3  | +3  |
| Checoslovaquia | 3   | 3  | 1  | 1  | 1  | 2  | 2  | 0   |
| Japón          | 0   | 3  | 0  | 0  | 3  | 3  | 10 | -7  |

| 1° de junio de 1988 | Estados Unidos | 5:2 | Japón | Ying Dong Stadium, Panyu |  |

| 1° de junio de 1988 | Suecia | 1:0 | Checoslovaquia | Ying Dong Stadium, Panyu |  |

| 3 de junio de 1988 | Suecia | 1:1 | Estados Unidos | Ying Dong Stadium, Panyu |  |

| 3 de junio de 1988 | Checoslovaquia | 2:1 | Japón | Ying Dong Stadium, Panyu |  |

| 5 de junio de 1988 | Checoslovaquia | 0:0 | Estados Unidos | Ying Dong Stadium, Panyu |  |

| 5 de junio de 1988 | Suecia | 3:0 | Japón | Ying Dong Stadium, Panyu |  |

#### Mejores Terceros
Los 2 mejores terceros clasificaron a cuartos de final.
| Equipo         | Pts | PJ | PG | PE | PP | GF | GC | Dif |
| -------------- | --- | -- | -- | -- | -- | -- | -- | --- |
| Australia      | 4   | 3  | 2  | 0  | 1  | 4  | 3  | +1  |
| Países Bajos   | 3   | 3  | 1  | 1  | 1  | 4  | 2  | +2  |
| Checoslovaquia | 3   | 3  | 1  | 1  | 1  | 2  | 2  | 0   |

### Cuadro de desarrollo
|  | Cuartos de final    | Cuartos de final     |                      |       | Semifinales   | Semifinales   |  |  | Final | Final |
|  |                     |                      |                      |       |               |               |  |  |       |       |
|  | 8 de junio – Cantón |                      |                      |       |               |               |  |  |       |       |
|  |                     |                      |                      |       |               |               |  |  |       |       |
|  | China               | 7                    |                      |       |               |               |  |  |       |       |
|  | China               | 7                    | 10 de junio – Panyu  |       |               |               |  |  |       |       |
|  | Australia           | 0                    |                      |       |               |               |  |  |       |       |
|  | Australia           | 0                    | Suecia               | 2     |               |               |  |  |       |       |
|  | 8 de junio – Cantón |                      | Suecia               | 2     |               |               |  |  |       |       |
|  |                     | China                | 1                    |       |               |               |  |  |       |       |
|  | Suecia              | China                | 1                    | 1     |               |               |  |  |       |       |
|  | Suecia              |                      | 12 de junio – Cantón | 1     |               |               |  |  |       |       |
|  | Canadá              | 0                    |                      |       |               |               |  |  |       |       |
|  | Canadá              | 0                    | Suecia               | 0     |               |               |  |  |       |       |
|  | 8 de junio – Foshan |                      | Suecia               | 0     |               |               |  |  |       |       |
|  |                     | Noruega              | 1                    |       |               |               |  |  |       |       |
|  | Brasil              | Noruega              | 1                    | 2     |               |               |  |  |       |       |
|  | Brasil              | 10 de junio – Cantón |                      | 2     |               |               |  |  |       |       |
|  | Países Bajos        | 1                    |                      |       |               |               |  |  |       |       |
|  | Países Bajos        | 1                    | Brasil               | 1     |               |               |  |  |       |       |
|  | 8 de junio – Panyu  |                      | Brasil               | 1     |               |               |  |  |       |       |
|  |                     | Noruega              | 2                    |       | Tercer puesto | Tercer puesto |  |  |       |       |
|  | Noruega             | Noruega              | 2                    | 1     | Tercer puesto | Tercer puesto |  |  |       |       |
|  | Noruega             |                      | 12 de junio – Cantón | 1     |               |               |  |  |       |       |
|  | Estados Unidos      | 0                    |                      |       |               |               |  |  |       |       |
|  | Estados Unidos      | 0                    | China                | 0 (3) |               |               |  |  |       |       |
|  |                     |                      |                      |       |               |               |  |  |       |       |
|  | Brasil (p.)         | 0 (4)                |                      |       |               |               |  |  |       |       |
|  | Brasil (p.)         | 0 (4)                |                      |       |               |               |  |  |       |       |

### Cuartos de final
| 8 de junio de 1988 | Suecia | 1:0 | Canadá | Estadio Tianhe, Cantón |  |

| 8 de junio de 1988 | China | 7:0 | Australia | Estadio Tianhe, Cantón |  |

| 8 de junio de 1988 | Brasil | 2:1 | Países Bajos | New Plaza Stadium, Foshan |  |

| 8 de junio de 1988 | Noruega | 1:0 | Estados Unidos | Ying Dong Stadium, Panyu |  |

### Semifinales
| 10 de junio de 1988 | Suecia | 2:1 | China | Ying Dong Stadium, Panyu |  |

| 10 de junio de 1988 | Noruega | 2:1 | Brasil | Estadio Tianhe, Cantón |  |

### Partido por el tercer puesto
| 12 de junio de 1988 | China | 0:0 (0:0, 0:0) (t. s.) | Brasil | Estadio Tianhe, Cantón |  |

### Final
| 12 de junio de 1988 | Noruega     | 1:0 | Suecia | Estadio Tianhe, Cantón                                                                                            | |
|                     | Medalen 58' |     |        | Asistencia: 30.000 (según Noruega) - 35.000 (según Suecia) espectadores Árbitro(s): Romualdo Arppi Filho (Brasil) | Asistencia: 30.000 (según Noruega) - 35.000 (según Suecia) espectadores Árbitro(s): Romualdo Arppi Filho (Brasil) |

## Posiciones
| Pos. | Equipo          | Pts | PJ | PG | PE | PP | GF | GC | Dif. | Rend. |
| ---- | --------------- | --- | -- | -- | -- | -- | -- | -- | ---- | ----- |
| 1    | Noruega         | 10  | 6  | 5  | 0  | 1  | 12 | 3  | +9   | 83,3% |
| 2    | Suecia          | 9   | 6  | 4  | 1  | 1  | 8  | 3  | +5   | 75%   |
| 3    | Brasil          | 7   | 6  | 3  | 1  | 2  | 14 | 5  | +9   | 58,3% |
| 4    | China           | 9   | 6  | 4  | 1  | 1  | 19 | 3  | +16  | 75%   |
| 5    | Estados Unidos  | 4   | 4  | 1  | 2  | 1  | 6  | 4  | +2   | 50%   |
| 6    | Australia       | 4   | 4  | 2  | 0  | 2  | 4  | 10 | -6   | 50%   |
| 7    | Canadá          | 3   | 4  | 1  | 1  | 2  | 7  | 4  | +3   | 37,5% |
| 8    | Países Bajos    | 3   | 4  | 1  | 1  | 2  | 5  | 4  | +1   | 37,5% |
| 9    | Checoslovaquia  | 3   | 3  | 1  | 1  | 1  | 2  | 2  | 0    | 50%   |
| 10   | Japón           | 0   | 3  | 0  | 0  | 3  | 3  | 10 | -7   | 0%    |
| 11   | Costa de Marfil | 0   | 3  | 0  | 0  | 3  | 1  | 17 | -16  | 0%    |
| 12   | Tailandia       | 0   | 3  | 0  | 0  | 3  | 0  | 16 | -16  | 0%    |